# Yimnashana
Yimnashana is een kevergeslacht uit de familie van de boktorren (Cerambycidae). De wetenschappelijke naam van het geslacht werd voor het eerst geldig gepubliceerd in 1937 door Gressitt.

## Soorten
Yimnashana omvat de volgende soorten:
- Yimnashana ceylonica Breuning, 1961
- Yimnashana denticulata Gressitt, 1937
- Yimnashana lungtauensis Gressitt, 1951
- Yimnashana theae Gressitt, 1951
- Yimnashana wakaharai Yamasako, Hasegawa & Ohbayashi, 2012